# Stephan Kronthaler
Stephan Kronthaler (* 2. Mai 1993 in Landshut) ist ein ehemaliger deutscher Eishockeyspieler, der über viele Jahre beim EV Landshut aktiv war.

## Karriere
Stephan Kronthaler begann seine Karriere als Eishockeyspieler in seiner Heimatstadt beim EV Landshut. Mit Beginn der Saison 2006/07 lief der Linksschütze in der Schüler-Mannschaft auf. Zur Spielzeit 2008/09 bestritt der Verteidiger sein erstes Spiel im Landshuter Junioren-Team, das in der Deutschen Nachwuchsliga antrat, hier kam er in 36 Spielen auf immerhin 16 Punkte. In der Folgesaison 2009/10 war seine gesamte Punkteausbeute bei einem Spiel weniger fast doppelt so hoch, Kronthaler feierte in diesem Jahr auch sein Debüt in der Profimannschaft, den Landshut Cannibals, für die er vier Spiele absolvierte.
Während der gebürtige Landshuter in der Saison 2010/11 noch ungefähr die Hälfte der Spiele in der Nachwuchsliga (26 Spiele, 20 Punkte) und die andere Hälfte in der Profimannschaft (21 Spiele, 2 Punkte) bestritt, gehörte er ab der Saison 2011/12 zum Stammpersonal in der Abwehr der Landshuter Profimannschaft. 2012 gewann er mit den Cannibals die Meisterschaft der 2. Bundesliga.
Zwischen 2014 und 2016 stand er beim ERC Ingolstadt aus der DEL unter Vertrag und absolvierte für diesen 69 Partien in der DEL, in denen er vier Scorerpunkte erzielte. Darüber hinaus lief er für den Club in der Champions Hockey League auf sowie für die Kooperationspartner EV Landshut respektive ESV Kaufbeuren in der DEL2. In der Saison 2016/17 spielte Kronthaler für die Starbulls Rosenheim, anschließend ein Jahr für die Heilbronner Falken, jeweils in der DEL2. 2018 kehrte er zu seinem Heimatverein zurück und schaffte mit diesem den Gewinn der Oberliga und den damit verbundenen sportlichen (Wieder-)Aufstieg in die DEL2.
Im März 2022 beendete er seine Karriere, um sich beruflich neu zu orientieren.

### International
Stephan Kronthaler wurde bereits mehrmals in das Aufgebot der deutschen Nationalmannschaft im Nachwuchsbereich (U17 bis U20) berufen. In seinem ersten Auftritt im Deutschland-Trikot bei der World U-17 Hockey Challenge 2009 gelang ihm in fünf Spielen noch kein Scorerpunkt, bei der Eishockey-Weltmeisterschaft der U18-Junioren der Division I 2010 zeichnete er in fünf Spielen für vier Assists und ein Tor verantwortlich und schaffte mit der Mannschaft den Aufstieg in die Top-Division. Bei der U18-Junioren-Weltmeisterschaft 2011 - es konnte der Klassenerhalt gesichert werden - war der Landshuter Kapitän der Nationalmannschaft. Im Zuge der U20-Junioren-Weltmeisterschaft der Division IA 2012, an der Kronthaler ebenfalls teilnahm, glückte der Mannschaft der Aufstieg in die oberste Division. Beim Turnier der Top-Division ein Jahr später belegte Kronthaler mit der U20-Nationalmannschaft den neunten Platz.

## Erfolge und Auszeichnungen
- 2011 Deutscher Nachwuchsmeister mit dem EV Landshut
- 2012 Meister der 2. Bundesliga mit dem EV Landshut
- 2019 Meister der Oberliga und Aufstieg in die DEL2

### International
- 2010 Aufstieg in die Top-Division bei der U18-Junioren-Weltmeisterschaft der Division I
- 2012 Aufstieg in die Top-Division bei der U20-Junioren-Weltmeisterschaft der Division IA

## Karrierestatistik

### International
Vertrat Deutschland bei:
- World U-17 Hockey Challenge 2009
- U18-Junioren-Weltmeisterschaft der Division I 2010
- U18-Junioren-Weltmeisterschaft 2011
- U20-Junioren-Weltmeisterschaft der Division IA 2012
- U20-Junioren-Weltmeisterschaft 2013

(Legende zur Spielerstatistik: Sp oder GP = absolvierte Spiele; T oder G = erzielte Tore; V oder A = erzielte Assists; Pkt oder Pts = erzielte Scorerpunkte; SM oder PIM = erhaltene Strafminuten; +/− = Plus/Minus-Bilanz; PP = erzielte Überzahltore; SH = erzielte Unterzahltore; GW = erzielte Siegtore; 1 Play-downs/Relegation; Kursiv: Statistik nicht vollständig)